# Pouytenga
Cet article concerne la ville chef-lieu. Pour le département et la commune urbaine, voir Pouytenga (département).
Pouytenga est une ville du département et la commune urbaine de Pouytenga, dont elle est le chef-lieu, située dans la province du Kouritenga et la région du Centre-Est au Burkina Faso.

## Géographie

### Situation
La ville est localisée dans la portion nord de la province.

### Démographie
La ville est constituée d'une forte communauté Yarcé.
- En 2003 la ville comptait 59 280 habitants estimés[2].
- En 2006 la ville comptait 60 618 habitants recensés[1].

## Administration
La ville est administrativement subdivisée en 5 secteurs.
Ceux-ci regroupent les différents quartiers de la ville, dont : Amadbakin, Baka, Balkiou, Boonenaabin, Djo-N'guin, Garsin, Karob-guin, Kolinkomé, Kombouw-bo, Kows-ramb-bin, Natenga, Pissaal-gho, Poéssin, Raminsim, Signoguin, Tanguin, Tanlili et Tanlili mission[réf. nécessaire].

## Économie
L'activité économique principale est le commerce, notamment celui du bétail et le négoce des exportations vers le Ghana et la Côte d'Ivoire et dans une moindre mesure vers le Togo, le Bénin et le Niger.

## Transports
La ville est à l'intersection des axes routiers constitués par la route nationale 15 (à 310 km de Ouahigouya), la route nationale 16 (Koupéla–frontière du Togo, à 149 km de la frontière) et la route nationale 4 (Ouagadougou–frontière du Niger, à 154 km de Ouagadougou).